# Frachtsegler
Frachtsegler (auch Fracht- oder Lastensegelschiff; selten: Segelfrachter) ist ein Segelschiff für  den Warentransport. Noch heute werden diese Schiffe in der südostasiatischen Inselwelt um Indonesien und die Philippinen verwendet.

## Geschichte
Die Bezeichnung Frachtsegler war früher unüblich, da die Grenzen zwischen Fracht-, Personentransport- und Kriegsschiffen oft fließend waren. In Kriegszeiten wurden Handelsschiffe gern mit Kanonen ausgestattet und so zu Kriegsschiffen aufgerüstet, das heißt die Handelsschiffe waren schon allein zum Selbstschutz bewaffnet. Zudem führten Handelsschiffe neben der Fracht auch häufig Passagiere mit sich.
Der Begriff setzte sich erst durch, als es zu einer strengeren Unterscheidung zwischen Fracht- und Personentransporten durch Spezialisierung kam. Selbst unter deutscher Flagge existierte mit dem Segler Pamir noch bis 1957 das Lastensegeln. Die Hamburger Reederei F. Laeisz war weltbekannt für diesen Reederei-Betrieb.
Das Ende der Frachtsegler (und der ganzen gewerbsmäßigen Segelschifffahrt) kam Mitte des 19. Jahrhunderts mit der immer stärkeren Verbreitung von Dampf- und Motorschiffen im Fracht- und Personenverkehr. Die großen europäischen und amerikanischen Frachtsegler wurden im Laufe der Zeit außer Dienst gestellt oder gingen durch Schiffbruch verloren.

## Gegenwart

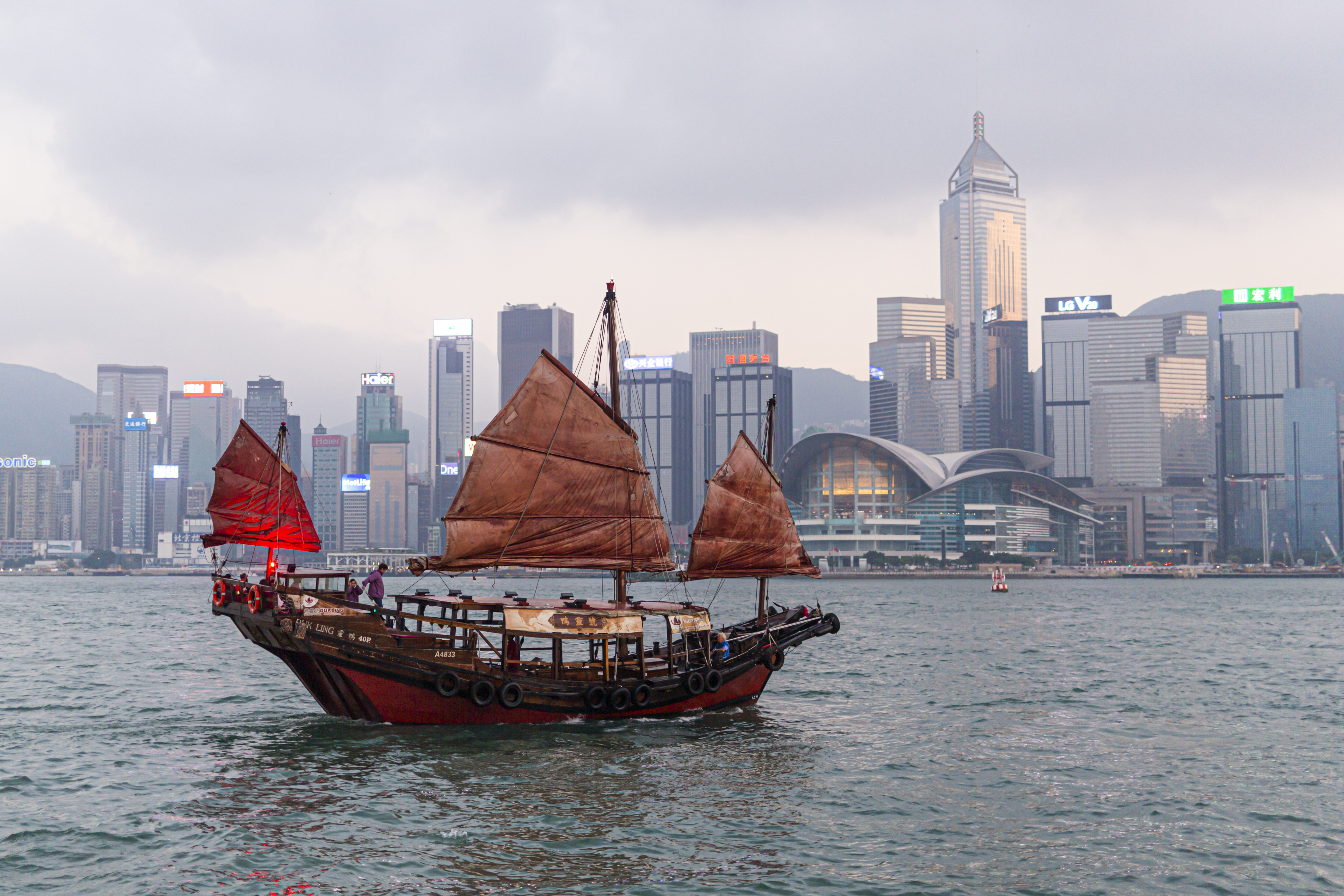
Eine Dschunke in Hong Kong

Einige der verbliebenen Großsegler sind noch als Segelschulschiffe im Einsatz (z. B. die Kruzenshtern, ex. Padua). Andere große Frachtsegler dienen heute als Museumsschiffe (z. B. die Passat in Travemünde).
Auch die große Tradition der Kaphoorniers (engl. Capehorners) gründet auf dem beruflichen Segeln: die Reputation, einen Frachtsegler um das äußerst anspruchsvolle, vor allem für Segelschiffe gefährliche Kap Hoorn geführt zu haben. Es ist nunmehr faktisch unmöglich geworden, sich in die aussterbende Phalanx der Kaphoorniers einzureihen. Rund Kap Hoorn fuhren gelegentlich noch vor allem ukrainische und russische Großsegler, deren Fahrt aber nach dem Reglement der Kaphoornier-Bruderschaft nicht zählt, da sie einen (Hilfs-)Motor haben und keine Fracht befördern.
Lange spielten nur noch kleinere Frachtsegler eine Rolle, wobei sie insbesondere für den regionalen Güter- und Personenverkehr im küstennahen Raum, z. B. in Arabien die Dau und in Asien die Dschunke, unterwegs waren. Der Preis einer neu gebauten chinesischen Dschunke soll in einer Größenordnung von ca. 40.000 bis 50.000 Dollar liegen.
Inzwischen sind vereinzelt wieder alte Frachtsegler reaktiviert worden, die teilweise auch über den Atlantik segeln um Fracht CO2-neutral zu befördern. Beispielhaft sind hier die Tres Hombres, die Avontuur (etwa 100 t Fracht) und die Vega Gamleby genannt.

### Neue Entwicklungen
2024 lief mit der Anemos das erste speziell für diesen Zweck entworfene moderne Fracht-Segelschiff vom Stapel. Ihre Transportkapazität beträgt 1100 Tonnen. Sie soll, zusammen mit bis zu 7 Schwesterschiffen, einst einen umweltfreundlichen Linienverkehr auf dem Atlantik anbieten.
In den letzten Jahren wurden verschiedene neue Konzepte entwickelt, um Windkraft wieder für die Frachtschifffahrt zu nutzen. Einerseits das seit 2001 von dem Unternehmen SkySails entwickelte gleichnamige Konzept: ein vollautomatischer Zugdrachen soll Frachtschiffe antreiben, zusätzlich zu den vorhandenen Motoren, und so Treibstoff einsparen. Andererseits existieren mit E-Ship 1 oder Estraden Schiffe mit Flettner-Rotoren als Windkraft-Zusatzantrieb. Ein auf dem privaten Sektor inzwischen konzeptionell erfolgreiches System, das Dyna-Rigg, wird in letzter Zeit immer häufiger mit neuen Entwürfen von CO2-neutralen Frachtseglern präsentiert. Mit dem Oceanbird befindet sich ein Frachter mit Tragflächensegeln in Entwicklung.
Im August 2023 macht die 229 m lange Pyxis Ocean für 80.000 t Fracht für des Unternehmens Cargill die Jungfernfahrt von Singapur nach Brasilien. Der 2017 gebaute Schüttgutfrachter mit Schwerölmotor erhielt 2023 bei einem Umbau in der Ladebucht rechts der Ladeluken zwei für Sturm und Brücken umklappbare Wind Wings aufgebaut, 37,5 m hohe Profilsegel mit 5 + 10 + 5 m Breite. Diese kommen vom britischen Entwickler Bar Technologies. Statt einem erhofften Drittel konnte nach 6 Monaten Probebetrieb bis März 2024 tatsächlich nur 14 % des Treibstoffs für den Fahrtantrieb eingespart werden. Folgeschiffe für 83.000 t Fracht sollen daher ein drittes Segel erhalten.